# 나눔포털
더하고 나누고 나눔포털(혹은 짧게 나눔포털)은 자원봉사 및 기부문화의 활성화를 위해 행정안전부에서 만든 웹사이트이다. 나눔포털과 1365 자원봉사포털로 구성되어 있으며 나눔포털에서는 기부를, 자원봉사포털에서는 각 지방별 자원봉사를 할 수 있는 곳 등을 안내한다.

## 1365 자원봉사포털
1365 자원봉사포털(혹은 1365포털, 자원봉사포털)은 대한민국 안전행정부가 운영하는 통합 봉사활동 포털이다. 나눔포털의 일종으로, 이곳에서 사용자들은 봉사활동의 지역별 수요처와 봉사활동 신청(예약) 및 확인서 발급이 가능하다. 1365는 1년 365일 자원봉사를 하자는 뜻으로 1365번으로 전화하면 각 지역 자원봉사센터로 연결된다.
1365포털에서는 자신의 자원봉사 내역과 확인서 발급 및 나이스 연계가 가능하여 자원봉사 실적 관리가 편리하다는 평이 있으나 포털에 등록되지 않은 자원봉사가 많아 실효성이 떨어진다는 비판이 있다.

## 같이 보기
- 1365 자원봉사포털